# Villa Betty (Kadaň)
Villa Betty (čp. 606) je reprezentativní novorenesanční vila v ulici Jana Švermy (dříve Klášterní) ve vilové čtvrti dříve známé jako Zahradní Město v Kadani. Stavba byla dokončena roku 1888 dle projektu věhlasného karlovarského stavitele Johanna Matusche, který jej vypracoval pro barona Johanna Gustava von Quandt.

## Historie

### Výstavba
V červnu roku 1887 předložil baron Johann Gustav von Quandt, významný saský aristokrat, tehdejšímu kadaňskému starostovi JUDr. Karlu Reifovi projekt své nové rezidence, kterou si přál vybudovat naproti Klášterní aleji v nově se rodící moderní vilové čtvrti Zahradní Město. Autorem projektu této honosné rezidence byl karlovarský stavitel Johann Matusch, který ji koncipoval jako přízemní novorenesanční vilu podle italského vzoru. Vila dostala jméno Villa Betty.

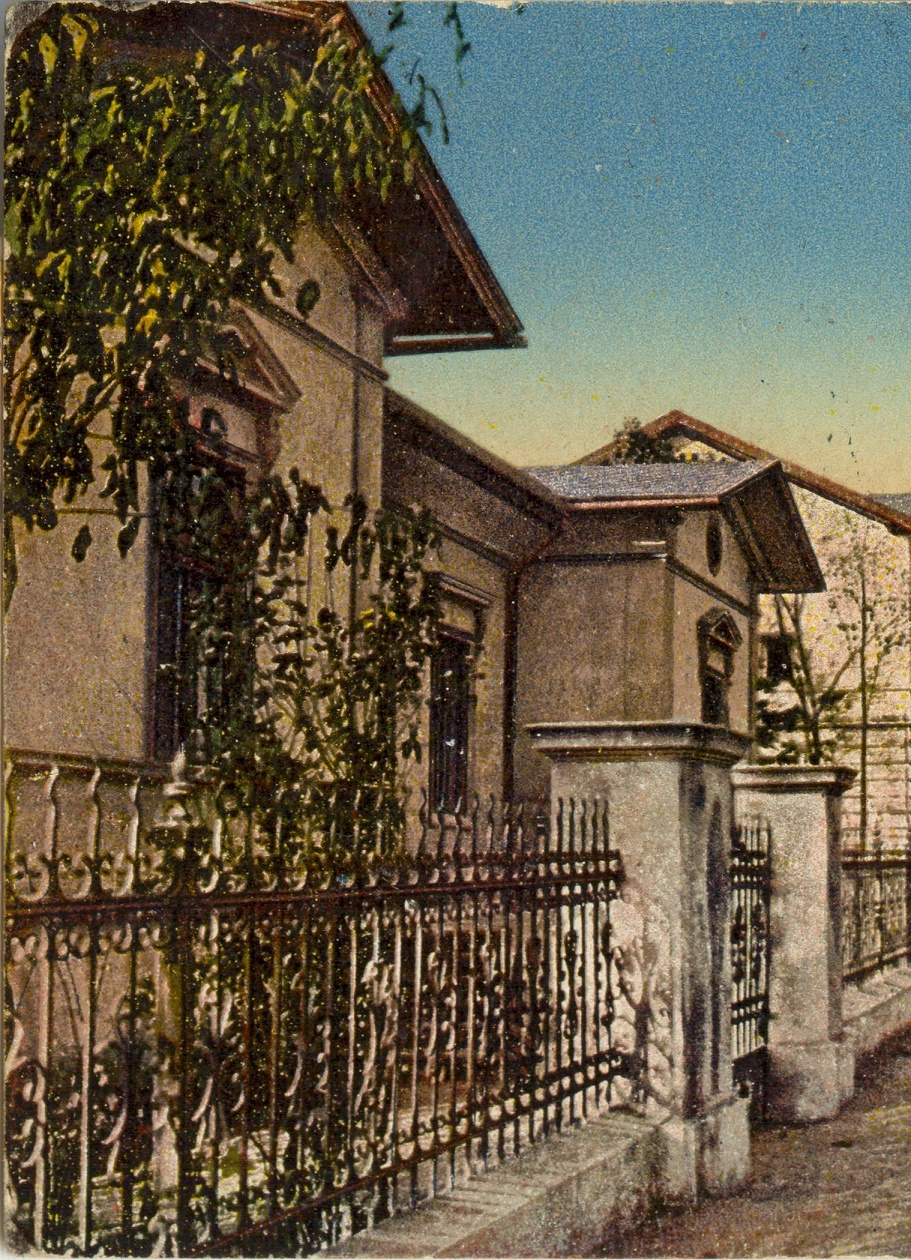
Villa Betty na kolorované fotografii - okolo roku 1900

### Majitelé
Na jaře roku 1888, kdy byla Villa Betty dokončena, se do ní nastěhoval baron Johann Gustav von Quandt, který je velice pozoruhodnou osobností. Již jeho otec Johann Gottlob von Quandt (zemřel 1859), rodák ze saských Drážďan a významná osobnost saského romantismu, proslul jako historik umění a významný mecenáš kultury, který byl rovněž předsedou Saského uměleckého spolku a člen Královské pruské akademie v Berlíně. Jeho syn Johann Gustav von Quandt se narodil 14. února 1822 na panství Dittersbach. Roku 1844 se oženil s herečkou Clarou Krüger, rodačkou z Berlína, ovšem již pět let nato byli oficiálně rozvedeni, přičemž soud konstatoval, že vina byla na straně manžela, který žil nezřízeným životem a rodinu tak zatížil velkými dluhy. Později však Johan Gustav prodělal hlubokou vnitřní konverzi a přimkl se tak ještě více k evangelické církvi augšpurského vyznání, která byla tehdy v Sasku majoritní církví. Roku 1860 je zmiňován jako člen evangelické dómské kapituly ve Wurzenu u Lipska, od roku 1884 pak dokonce jako její probošt. Na krátkou dobu se pak přestěhoval do severozápadních Čech, a sice do Teplic, kde tehdy žila část jeho příbuzenstva. Nakonec se však rozhodl usadit v Kadani. Zde se rychle zapojil do života rodící se evangelické luteránské komunity, která se roku 1899 zformovala v řádnou farnost. Zásadně se podílel na financování výstavby luteránského kostela Nejsvětějšího Spasitele (dnes kostel sv. Petra a Pavla církve čs. husitské), který byl slavnostně otevřen v roce 1903. Až do své smrti pak žil baron Johann Gustav von Quandt ve Ville Betty, kde se často jako návštěvy zastavovali křesťansky orientovaní intelektuálové a umělci z širokého okolí. Baron zemřel 29. června 1908 a v Kadani byl též na náklady dómské kapituly ve Wurzenu pohřben za hojné účasti zdejšího evangelického, katolického, ale i židovského obyvatelstva.
Již roku 1912 se stal novým majitelem Villy Betty vdovec Franz Elleder, který se do ní nastěhoval z Vilémova na Kadaňsku se svými třemi dětmi. Po jeho smrti roku 1926 vilu převzal jeho syn Hugo Elleder, toho času okresní obilní inspektor. Když i ten roku 1933 náhle zemřel, prodala jeho choť Olga vilu věhlasnému kadaňskému rukavičkáři Wilhelmu Morymu. Jeho továrna tehdy prosperovala a Wilhelm Mory své elegantní kožené produkty exportoval do celého světa. V roce 1945 mu však byla vila jakožto německý majetek zabavena a Wilhelm byl donucen i se svou rodinou Kadaň opustit.
Dnes je vila známa spíše jako Villa Dagmar. Jeden z nových českých poválečných majitelů vily, údajně důstojník československé armády, měl prý manželku Dagmar, na jejíž počest nechal vilu přejmenovat.